# Гобник
Гобник (на словенски: Gobnik) е село в Словения, Средна Словения, община Лития. Според Националната статистическа служба на Република Словения през 2015 г. селото има 129 жители.